# 中央储备银行
中央储备银行，简称中储行，是汪精卫政权的中央银行。总资本为法币1亿元，一半由财政部供给，一半从日商和华兴商业银行借入。职能为发行中储券、印行纸币、经理国库（第六章第三节）。

## 历史
1941年1月，汪精卫政权于南京市中山东路成立中央储备银行。
1941年11月，在上海成立中央信托公司，并在南京设立办事处。
1943年7月，会同财政部改组上海的中央银行、中国银行、交通银行、农民银行，将官股及商股中“敌性弃权股”由政府接受，无偿让渡给中储行（第六章第三节）。
1945年8月16日，周镐在银行大楼内设立国民政府军事委员会京沪行动总队南京指挥部，17日封存银行金库。11月，中央银行派李嘉隆为代表，接收中央储备银行（第七章第一节）。